# Bisbat de Hung Hoa
El bisbat de Hưng Hóa (vietnamita: Giáo phận Hưng Hóa; llatí: Dioecesis Hung Hoaensis) és una seu de l'Església catòlica al Vietnam, sufragània de l'arquebisbat de Hanoi. Al 2016 tenia 243.000 batejats d'un total de 7.506.000 habitants. Actualment es troba vacant.

## Territori
La diòcesi està situada a la part septentrional del Vietnam.
La seu episcopal és la ciutat de Son Tay, on es troba la catedral de la Santa Teresina de l'Infant Jesús
El territori s'estén sobre 54.000 km² i està dividit en 116 parròquies.

## Història
El vicariat apostòlic de Tonkin superior va ser erigit el 15 d'abril de 1895, mitjançant el breu Sublimis hic Apostolicae del papa Lleó XIII i prenent el territori del vicariat apostòlic de Tonkin occidental (avui arxidiòcesi de Hanoi).
El 3 de desembre de 1924 assumí el nom de vicariat apostòlic de Hưng Hóa, en virtut del decret Ordinarii Indosinensis de la Congregació de Propaganda Fide.
El 24 de novembre de 1960 el vicariat apostòlic va ser elevat a diòcesi mitjançant la butlla Venerabilium Nostrorum del papa Joan XXIII.

## Cronologia episcopal
- Paul-Marie Ramond, M.E.P. † (18 d'abril de 1895 - 21 de maig de 1938 renuncià)
- Gustave-Georges-Arsène Vandaele, M.E.P. † (21 de maig de 1938 - 21 de novembre de 1943 mort)
- Jean-Maria Mazé, M.E.P. † (11 de gener de 1945 - 5 de març de 1960 renuncià)
- Petrus Nguyên Huy Quang † (5 de març de 1960 - 14 de novembre de 1985 mort)
- Joseph Phan Thé Hinh † (14 de novembre de 1985 - 22 de gener de 1989 mort)
- Joseph Nguyên Phung Hiêu † (3 de desembre de 1990 - 9 de maig de 1992 mort)
- Antoine Vu Huy Chuong (5 d'agost de 2003 - 1 de març de 2011 nomenat bisbe de Ðà Lat)
- Jean Marie Vu Tât (1 de març de 2011 - 29 d'agost de 2020 jubilat)
  - Pierre Nguyên Văn Viên, des del 29 d'agost de 2020 (administrador apostòlic)

## Estadístiques
A finals del 2016, la diòcesi tenia 243.000 batejats sobre una població de 7.506.000 persones, equivalent al 3,2% del total.
| any  | població | població  | població | sacerdots | sacerdots       | sacerdots       | sacerdots             | diàques | religiosos | religiosos | parroquies |
| ---- | -------- | --------- | -------- | --------- | --------------- | --------------- | --------------------- | ------- | ---------- | ---------- | ---------- |
| any  | batejats | total     | %        | total     | clergat secular | clergat regular | batejats por sacerdot | diàques | homes      | dones      |            |
| 1949 | 67.568   | 1.200.000 | 5,6      | 70        | 52              | 18              | 965                   |         |            | 65         | 42         |
| 1962 | 70.181   | 1.920.000 | 3,7      | 32        | 32              |                 | 2.193                 |         |            | 34         | 23         |
| 1979 | 100.000  | 5.000.000 | 2,0      | 25        | 25              |                 | 4.000                 |         |            |            | 34         |
| 1993 | 172.450  | 7.384.600 | 2,3      | 17        | 17              |                 | 10.144                |         |            | 65         | 40         |
| 2000 | 182.346  | 6.042.285 | 3,0      | 18        | 18              |                 | 10.130                |         |            | 84         | 73         |
| 2001 | 191.245  | 7.145.623 | 2,7      | 16        | 16              |                 | 11.952                |         |            | 97         | 76         |
| 2002 | 196.417  | 7.161.872 | 2,7      | 17        | 17              |                 | 11.553                |         |            | 102        | 77         |
| 2003 | 197.436  | 6.352.194 | 3,1      | 24        | 24              |                 | 8.226                 |         |            | 102        | 73         |
| 2004 | 198.000  | 6.350.000 | 3,1      | 24        | 24              |                 | 8.250                 |         |            | 112        | 73         |
| 2006 | 205.020  | 6.581.000 | 3,1      | 35        | 35              |                 | 5.857                 |         |            | 142        | 73         |
| 2013 | 235.500  | 7.263.000 | 3,2      | 71        | 62              | 9               | 3.316                 |         | 9          | 246        | 94         |
| 2016 | 243.000  | 7.506.000 | 3,2      | 95        | 81              | 14              | 2.557                 |         | 16         | 314        | 116        |